# Świat dzikich zwierząt
Świat dzikich zwierząt (ang. Ted Sieger's Wildlife) – niemiecki serial animowany w reżyserii chilijskiego animatora Teda Siegera, powstały przy współpracy z telewizją ZDF i  Hahn Film AG w 1999 roku. W Polsce emitowany był na kanałach Canal+ (od 1999), oraz Minimax a także JimJam.

## Opis serialu
Głównymi bohaterami są antropomorfizowane zwierzęta, choć Ted Sieger w niektórych przypadkach animizował również trawę, kamienie, góry, kaktusy, a nawet piasek bądź ciała niebieskie. W czołówce występują zwierzęta, które zbierają się aby obejrzeć na ekranie krótkie filmy o innych zwierzętach. Każdy odcinek zawiera trzy takie filmy po około 2,5 minuty każdy. Serial jest niemy. Animacja charakteryzuje się prostą kreską.